# Войны жуков-гигантов
Войны жуков-гигантов (англ. Monster Bug Wars) — австралийско-американский научно-популярный сериал канала Science Channel, семейства каналов Discovery. В России сериал транслировался на канале Animal Planet, а также на канале Zoo TV.

## Список эпизодов

### Пилотный эпизод
| № | Название | Дата эфира      |
| - | -------- | --------------- |
| 1 | Пилот    | 07 октября 2009 |